# Perverse Léa
Perverse Léa est un téléfilm érotique français produit par M6 et diffusé pour la première fois en 2002.

## Synopsis
Patrick, un jeune avocat, et Léa, sa nouvelle petite amie, sont invités à dîner par un couple d'amis, Bruno et Virginie. À leur arrivée, Léa est surprise d'y retrouver une connaissance, Clara, qu'elle déteste depuis longtemps.

## Fiche technique
- Réalisation : ?
- Scénario : Céline Guyot
- Durée : 90 minutes
- Pays d'origine :  France
- Déconseillé aux moins de 16 ans.

## Distribution
- Clara Morgane : Virginie
- Benoit Clerc : Patrick
- Estelle Desanges : Clara
- Jean-Philippe Hernandez : Bruno
- Linda Paris (Cécilia) : Léa

## Exploitation
Perverse Léa est diffusé pour la première fois sur M6 en 2002. Ce téléfilm connaît ensuite de nombreuses rediffusions sur les chaînes de la TNT française.
En 2014, il est diffusé 26 fois sur TMC et NT1. Ensuite, de début janvier 2015 à début février 2016, Perverse Léa est à nouveau rediffusé sur les antennes de TMC et NT1 à 32 reprises, généralement vers 3 heures du matin. En moyenne sur cette période, environ 34 000 téléspectateurs ont regardé le téléfilm lors de chaque diffusion, avec 3,6 % de part d’audience et un record à 8,7 % le 30 août 2015. En comptant les rediffusions en 2015, Perverse Léa totalise plus d'un million de téléspectateurs.
Au Québec, le film a été diffusé quatre fois dans Bleu Nuit sur TQS, la première ayant eu lieu le 2 novembre 2002.